# Broyle Side
Broyle Side – przysiółek w Anglii, w hrabstwie East Sussex. Leży 5,6 km od miasta Lewes, 17,4 km od miasta Brighton i 69,1 km od Londynu. W 2015 miejscowość liczyła 913 mieszkańców.